# Benson (Carolina del Nord)
Benson és una població dels Estats Units a l'estat de Carolina del Nord. Segons el cens del 2006 tenia 3.374 habitants.

## Demografia
Segons el cens del 2000, Benson tenia 2.923 habitants, 1.230 habitatges i 757 famílies. La densitat de població era de 532,3 habitants per km².
Dels 1.230 habitatges en un 29,7% hi vivien nens de menys de 18 anys, en un 37% hi vivien parelles casades, en un 20,6% dones solteres, i en un 38,4% no eren unitats familiars. En el 34,2% dels habitatges hi vivien persones soles el 17,1% de les quals corresponia a persones de 65 anys o més que vivien soles. El nombre mitjà de persones vivint en cada habitatge era de 2,38 i el nombre mitjà de persones que vivien en cada família era de 3,05.
Per edats la població es repartia de la següent manera: un 27,5% tenia menys de 18 anys, un 9,5% entre 18 i 24, un 27,6% entre 25 i 44, un 20,1% de 45 a 60 i un 15,2% 65 anys o més.
L'edat mediana era de 34 anys. Per cada 100 dones de 18 o més anys hi havia 74 homes.
La renda mediana per habitatge era de 26.582 $ i la renda mediana per família de 32.277 $. Els homes tenien una renda mediana de 29.375 $ mentre que les dones 20.045 $. La renda per capita de la població era de 14.350 $. Entorn del 20,2% de les famílies i el 25% de la població estaven per davall del llindar de pobresa.

## Poblacions més properes
El següent diagrama mostra les poblacions més properes.